# 이치하라역
이치하라역(일본어: 市原駅, いちはらえき)은 일본 교토부 교토시 사쿄구에 위치한 에이잔 전철 구라마 선의 역이다. 역 번호는 E14이다.

## 역사
- 1928년 12월 1일: 구라마 전기철도의 역으로 영업 개시.
- 1939년 9월: 경영 합리화로 인하여 니켄차야 ~ 당역 간 단선화.
- 1942년 8월 1일: 회사 합병으로 게이후쿠 전기철도 구라마 선의 역이 됨.
- 1986년 4월 1일: 게이후쿠 전기철도가 구라마 선을 에이잔 전철에 양도하여 에이잔 전철 구라마 선의 역이 됨.

## 역 구조
단선 승강장 1면 1선의 지상역으로 무인역이다. 출입구는 승강장의 양단에 있지만 모두 계단이 있기 때문에 휠체어 이용에는 부축이 필요하다.
데마치야나기 방향의 출구로 통하는 돌 계단을 내려가는 곳의 에이잔 전철 이치하라 변전소 앞에는 에이잔 전철이 설치한 무료 주차장이 있다. 이치하라 역 구내 건널목(제4종 건널목) 끝은 대신궁사로 통한다.
구라마 방향의 출입구는 구라마 가도 옛 길 가미이치하라바시 쪽으로 내려가는 계단이다.
당초 복선이었던 니켄차야 ~ 이치하라는 1939년 당시 운영 사업자인 구라마 전기철도의 경영 합리화 때문에 단선화되었다. 복선의 흔적은 상행 승강장의 자국이나 구라마 강을 건너는 이치하라 교량의 교대・교각, 대신궁사 참도에 놓여진 이치하라 육교 교대에서 보인다. 과거의 복선 구간의 가선 기둥은 복선 부분의 폭이 있다.
최근 주변 인구 증가로 2002년부터 평일 아침과 저녁 이후에 본 역에서 회송 열차가 설정되어 왔다. 그로 인하여, 단선 구간에 출발 신호기가 설치되어 있다. 또한, 다객 때 구라마 선 열차에 승무하는 차장은 본 역에서 하차하는 상행 열차로 회송하는 것도 있다.

## 역 주변
구라마 가도 강가가 오래된 마을로 우체국과 상점 등이 있다. 그 주위에 신흥 주택지가 펼쳐지다.
본 역과 옆의 니노세 역 사이에는 선로 양쪽에 단풍 나무의 나무가 심어진 일대가 있어 "단풍 터널"로서 가을에는 차창으로 단풍을 즐길 수 있다.
- 에이잔 전철 이치하라 변전소(역에 인접)
- 대신궁사
- 이쓰쿠시마 신사
- 사쿄 구청 시즈이치 출장소
- 교토 시즈이치이치하라 우체국
- 교토 시립 이치하라노 초등학교

## 인접역
| 에이잔 전철 ■ 구라마 선        | 에이잔 전철 ■ 구라마 선 | 에이잔 전철 ■ 구라마 선 |
| ------------------------------ | ----------------------- | ----------------------- |
| E13 니켄차야 다카라가이케 방면 |                         | 니노세 E15 구라마 방면  |